# Cucina polacca

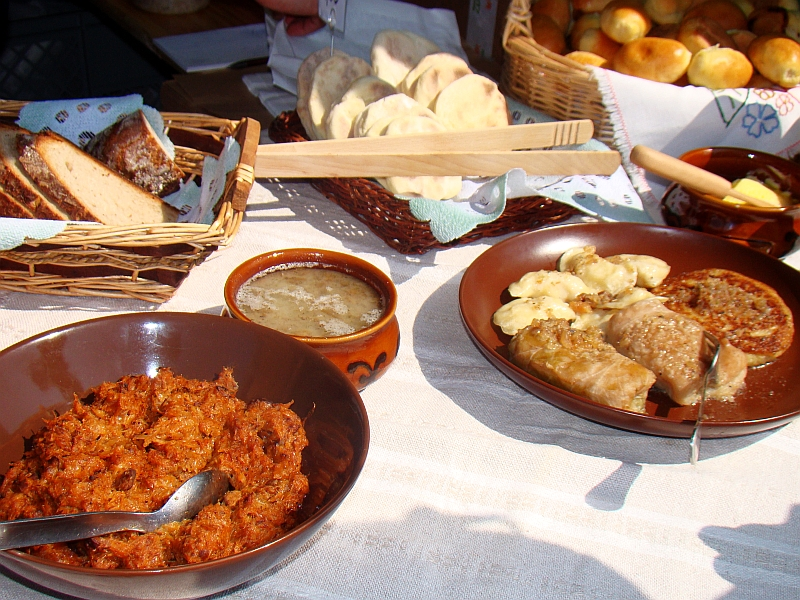
Piatti tipici polacchi: bigos, pierogi, gołąbki, skwarki ecc.

La cucina polacca è molto varia, ma risulta difficile definirne l'origine e la tipicità.
La cucina attuale infatti, è frutto dei cambiamenti storici, e delle numerose invasioni, che hanno profondamente influenzato la moda culinaria ed è il risultato della reinterpretazione di influenze russe, tedesche, francesi, italiane ed ebraiche.

## Storia
Le cronache medioevali descrivono la cucina polacca come molto piccante e basata su carni e grani. Rispetto ad altre cucine europee dell'epoca erano molto usate le spezie, soprattutto il pepe, la noce moscata e il ginepro anche perché era fiorente l'importazione dai paesi orientali a prezzi bassi.
L'uso del miele e della rapa era molto comune. Tra gli alcolici più famosi la birra e l'idromele con il vino proveniente soprattutto da Slesia e Ungheria.
Nel 1518 la regina Bona Sforza rivoluzionò la cucina polacca portando nel paese i cuochi italiani.
Il primo ricettario polacco, il Compendium Ferculorum albo zebranie potraw, è stato pubblicato nel 1682 da Stanisław Czerniecki. Nel 1786 Wojciecha Wieldek dà alle stampe Kucharz doskonały (Il cuoco perfetto).
Stanisław August porterà ulteriori modifiche alla tradizione con la moda della cucina francese, molto leggera.
Saranno successivamente pubblicati una serie di libri di Jan Szyttler, allievo di un celebre cuoco di re Paula Tremona. I piatti che si possono dire tradizionali provengono ancora oggi da ricette di autori del XIV secolo come Lucyna Ćwierczakiewiczowa.

## Ingredienti
Tipici della cucina polacca sono gli ingredienti ricchi di carboidrati, come i farinacei. La cucina include molti prodotti boschivi, come funghi, frutta e erbe.
Le carni tipiche sono quelle di suino e pollame, la selvaggina tra cui conigli, uccelli, cervi, cinghiali e anatre. Queste ultime sono alla base di specialità diffuse in tutto il paese, tra cui l'anatra arrosto (di cui ogni regione propone una sua particolare versione) e quella in zuppa.
La dieta polacca prevede anche il consumo di pesci d'acqua dolce. Per quanto riguarda quelli salati meritano una menzione le aringhe, spesso servite sottolio come antipasto oppure con panna acida e patate lesse.
La frutta comprende mele, frutti di bosco, prugne, pere, ciliegie, ciliegie selvatiche, uva spina e ribes.
Il pranzo è il pasto principale della giornata, ed è consumato nelle prime ore del pomeriggio. Le portate sono una zuppa o minestra, seguita da un piatto generico e verdura ed infine il dolce accompagnato da tè, o succo di prugne o rabarbaro.
Tra le minestre tradizionali figurano la barszcz, a base di barbabietole, la żurek, una minestra di farina di segale acida, la ogórkowa, una minestra di cetrioli, e la kapuśniak, a base di cavoli.
Il più celebre e tradizionale piatto polacco è il bigos, uno stufato di carne, cavoli e crauti, con aggiunta di prugne secche ed altre spezie. Tra i piatti celebri i pierogi, ravioli di cui esistono sia versioni con un ripieno salato (patate, formaggio, crauti e funghi) o dolce (mirtilli, fragole) i Gołąbki, involtini di cavolo ripieni di carne e di riso, i pyzy, gnocchi di patate con o senza ripieno di carne, e la karp, carpa in gelatina o fritta.
Tra i dolci tipici si possono annoverare il makowiec, il cui ingrediente principale sono i semi di papavero, sernik a base di formaggio fresco e piernik a base di miele e spezie.

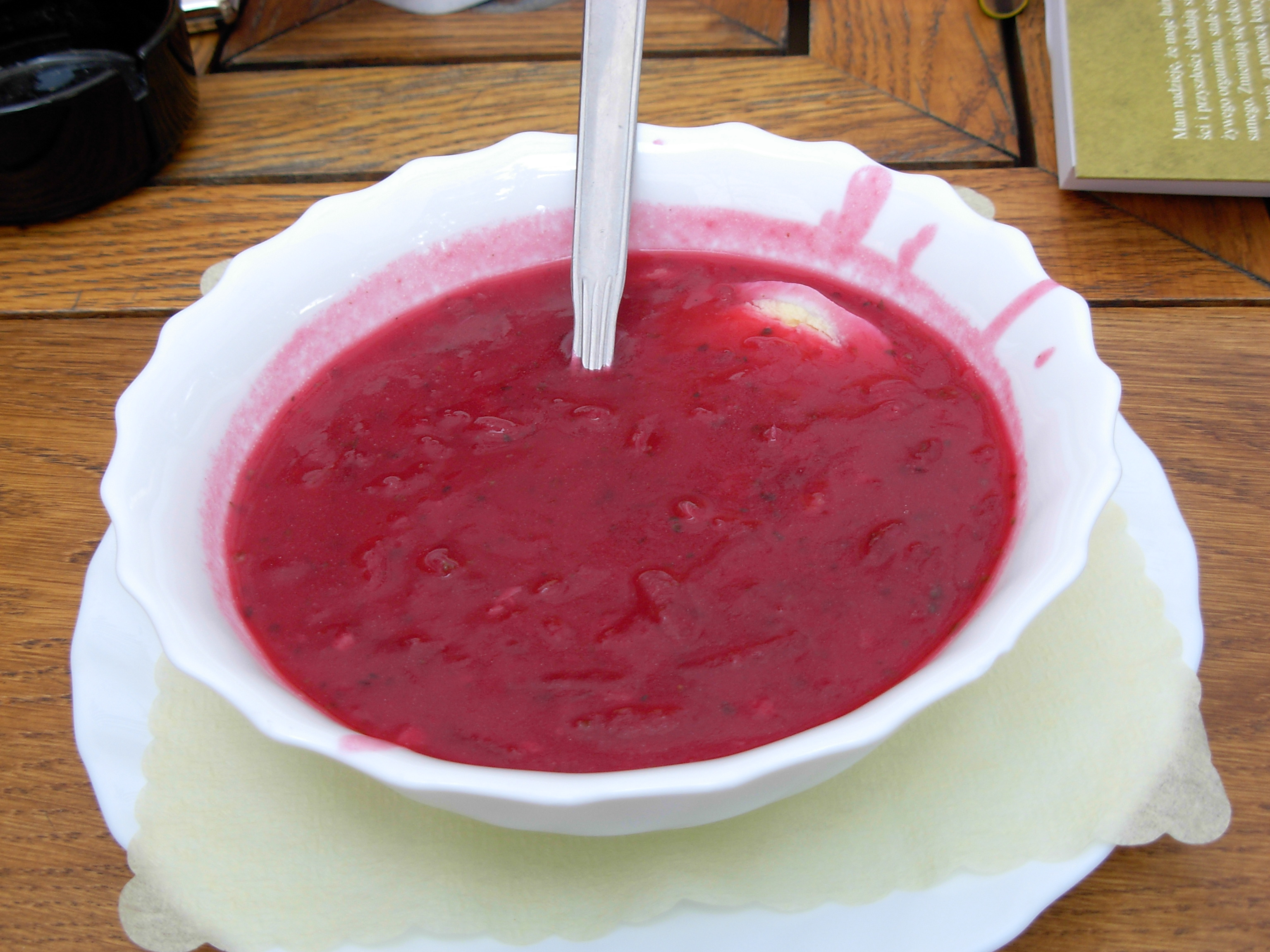
Un piatto di Barszcz
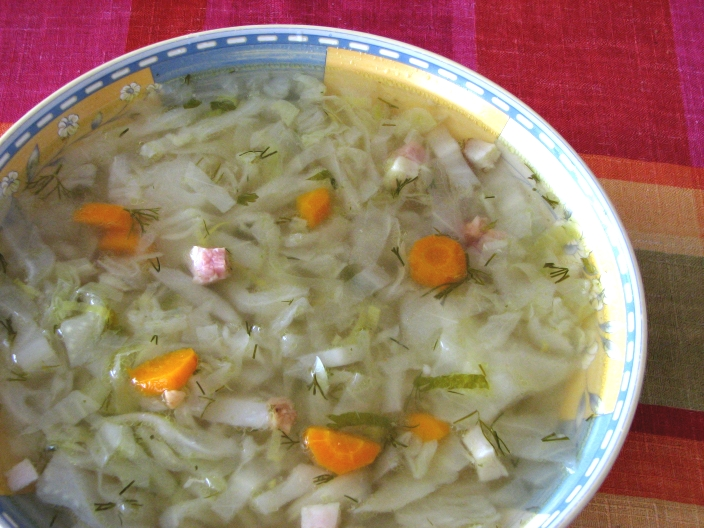
Un piatto di Kapuśniak
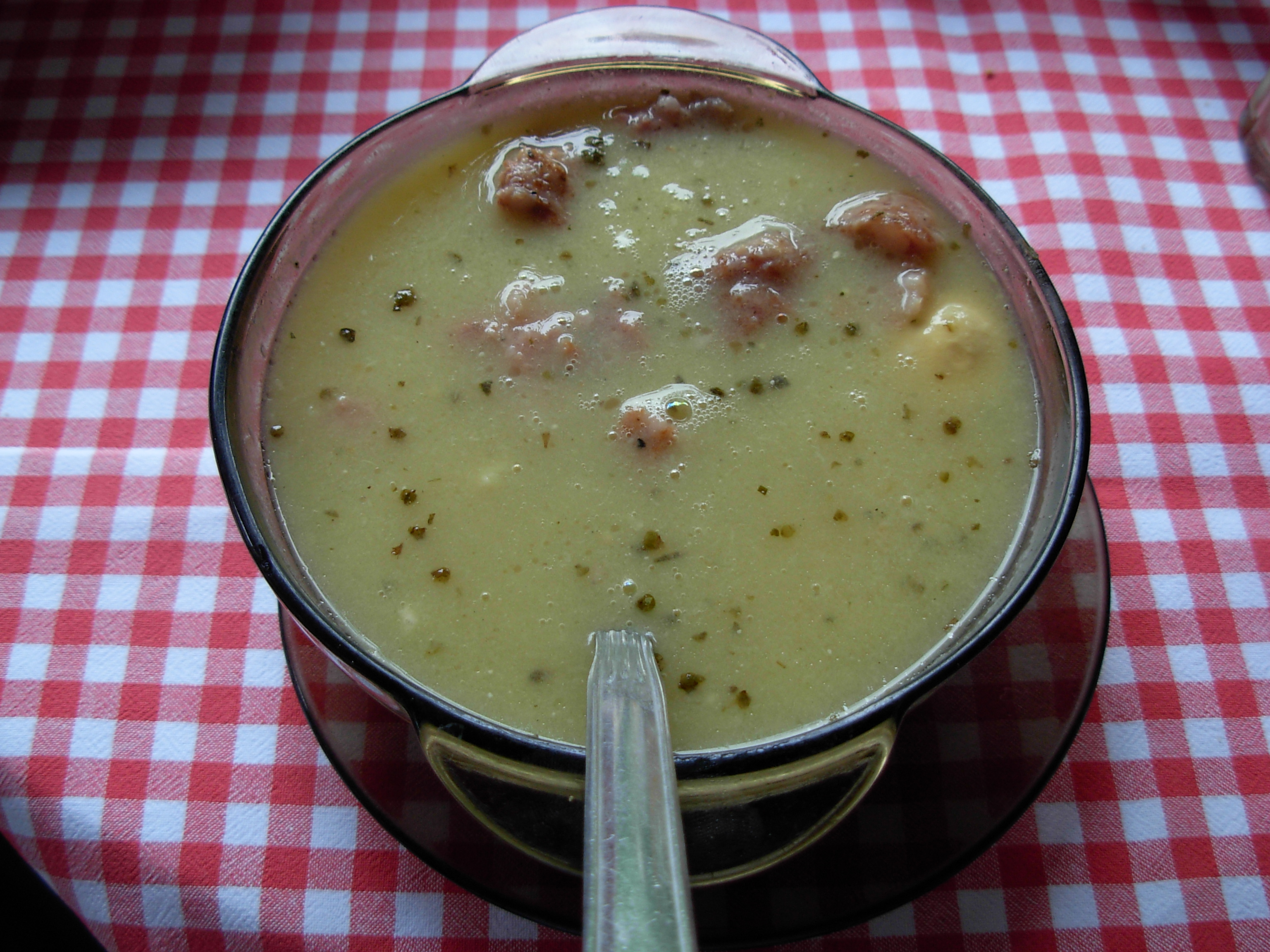
Un piatto di Żurek

## Piatti tipici
- Barszcz
- Bigos
- Czernina
- Kapuśniak
- Kiełbasa
- Kolduny
- Krokiety
- Mizeria
- Ogórkowa
- Paprykarz szczeciński
- Pieroghi
- Zapiekanka
- Zupa pomidorowa
- Żurek

## Dolci
- Babka
- Makowiec
- Mazurek
- Napoleonka
- Pączki
- Piernik
- Ptasie mleczko
- Sernik
- Makaron z truskawkami

## Formaggi
- Bryndza
- Bundz
- Gołka
- Koryciński
- Oscypek
- Radamer